# 60e cérémonie des Golden Horse Film Festival and Awards
La 60e cérémonie des Golden Horse Film Festival and Awards se déroule le 25 novembre 2023 au Sun Yat-sen Memorial Hall à Taipei, Taïwan. Organisé par le Taipei Golden Horse Film Festival Executive Committee, ces prix récompensent les meilleurs films en  langue chinoise de 2022 et 2023.
Le film Stonewalling de Huang Ji et Ryuji Otsuka remporte le prix du meilleur film,

## Palmarès

### Meilleur film
- Stonewalling de Huang Ji et Ryuji Otsuka
  - Marry My Dead Body de Cheng Wei-hao
  - Time Still Turns the Pages de Nick Cheuk
  - Eye of the Storm de Lin Chun-yang
  - Snow in Midsummer de Chong Keat Aun

### Meilleur documentaire
- Jeunesse de Wang Bing

### Meilleur réalisateur
- Hsiao Ya-chuan pour Old Fox
  - Huang Ji et Ryuji Otsuka pour Stonewalling
  - Cheng Wei-hao pour Marry My Dead Body
  - Chong Keat Aun pour Snow in Midsummer
  - Wong Ching-po pour The Pig, the Snake and the Pigeon

### Meilleur acteur
- Wu Kang-ren pour son rôle dans Abang Adik
  - Ethan Juan pour The Pig, the Snake and the Pigeon
  - Wang Po-chieh pour Eye of the Storm
  - Greg Hsu pour Marry My Dead Body
  - Austin Lin pour Marry My Dead Body

### Meilleure actrice
- Audrey Lin pour son rôle dans Trouble Girl
  - Hu Ling pour Carp Leaping Over Dragon's Gate
  - Chung Suet Ying pour The Lyricist Wannabe
  - Monica Lu pour Day Off
  - Jennifer Yu pour In Broad Daylight

### Meilleur acteur dans un second rôle
- Akio Chen pour son rôle dans Old Fox
  - Jack Tan pour Abang Adik
  - Sean Wong pour Time Still Turns the Pages
  - Fu Meng-po pour Day Off
  - Bowie Lam pour In Broad Daylight

### Meilleure actrice dans un second rôle
- Beatrice Fang pour son rôle dans Day Off
  - Eugenie Liu pour Old Fox
  - Ivy Chen pour Trouble Girl
  - Wanfang pour Snow in Midsummer
  - Rachel Leung pour In Broad Daylight

### Meilleur nouveau réalisateur
- Nick Cheuk pour Time Still Turns the Pages

### Meilleur nouvel interprète
- Yoyo Tse pour son rôle dans Fly Me to the Moon

### Meilleur scénario original
- Sun Jie pour The Mountain Is Coming

### Meilleur scénario adapté
- Wu Chin-jung et Cheng Wei-hao pour Marry My Dead Body

### Meilleure photographie
- Yu Jing-pin pour Fish Memories

### Meilleurs effets spéciaux
- Archin Yen pour Eye of the Storm

### Meilleure direction artistique
- Huang Mei-ching et Tu Shuo-feng pour Eye of the Storm

### Meilleurs maquillages et costumes
- Wang Chih-cheng et Shirley Kao pour Old Fox

### Meilleure chorégraphie d'action
- Hung Shih-hao pour The Pig, The Snake and The Pigeon

### Meilleure musique originale
- Chris Hou pour Old Fox

### Meilleure chanson originale
- The Usual pour Day Off

### Meilleur montage
- Liao Ching-sung and Ryuji Otsuka pour Stonewalling

### Meilleur son
- Tu Duu-chih, Wu Shu-yao and Chen Kuan-ting pour Snow in Midsummer

### Prix du public
- Time Still Turns the Pages

### Prix FIPRESCI
- Fly Me to the Moon

### Outstanding Taiwanese Filmmaker of the Year
- Lin Shih-ken

### Lifetime Achievement Award
- Brigitte Lin
- Chen Kun-hou